# Groenlo
Groenlo (nizozemska izgovorjava: [ˈɣrunloː] ()) je mesto v občini Oost Gelre, ki se nahaja v vzhodnem delu Nizozemske, na nemški meji, v regiji v provinci Gelderland, imenovani Achterhoek (dobesedno: "zadnji vogal"). Groenlo je bil občina do 1. januarja 2005, ko se je združil z Lichtenvoorde. Do 19. maja 2006 je bilo Groenlo uradno ime Oost Gelre. Od 1. januarja 2006 je Groenlo, vključno z zaselkom Zwolle, štel 10.067 prebivalcev. Groenlo je lokalno in zgodovinsko znan kot Grolle, Groll ali Grol.
Danes je Groenlo znan predvsem po svoji pivovarni piva Grolsch (dobesedni pomen: "iz Grola"), ki je poslovala od leta 1615, vendar je bila zaprta leta 2004, ko se je preselila v Boekelo. Grolsch proizvaja veliko posebnih piv (vključno s pivi za vsako sezono), njegovo pivo pa se izvaža po vsem svetu. Groenlova vojaška zgodovina je danes manj znana.

## Zgodovina
Groenlo izvira iz začetka 7. stoletja. Ime Groenlo se nanaša na zeleni gozd, ki leži v bližini (groen pomeni " zelen ", lo pomeni " gozd "), od tod stari ščit Groenlo, zeleno drevo. Groenlo je postal gelderska enklava Borcula. 2. decembra 1277 je prejela mestne pravice od deželnega grofa Reinouda I. Zutphenskega. Svetnikov je bilo šest, od tega štirje odborniki in dva župana . Sodni arhiv Groenla je zelo nepopoln.
Od leta 1406 je bil Groenlo del škofije Münster. Mesto je bilo pomembno trgovsko središče ob nemško - nizozemski trgovski poti, kar je privedlo do bogate raznolikosti cehov. V 16. in 17. stoletju je postalo močno oporišče. Med osemdesetletno vojno je bila trdnjava večkrat oblegana. Mesto še vedno ima obrambno oblikovan Gracht (kanal) in (ostanke) bastijonov iz tega obdobja.
Leta 1597 je mesto osvojil Mavricij Oranski. Leta 1606 so ga ponovno osvojile španske čete pod vodstvom Spinole. Leta 1627 je Groenlo oblegal in osvojil Friderik Henrik Oranski, kar je bil eden najpomembnejših zgodovinskih dogodkov Groenla. To dogajanje ima še danes posledice v obliki imen ulic in imen obratov v mestu. Dve restavraciji v njegovem zgodovinskem središču se ustrezno imenujeta Friderik Henrik in "Het Belegh van Grol" (Obleganje Grola). Bitke iz osemdesetletne vojne se redno uprizarjajo in pritegnejo precejšnje množice. Kot del širšega načrta turistične atrakcije so bili leta 2007 obnovljeni nekateri stari bastijoni Groenla, kar je povzročilo nekaj polemik na lokalni in celo nacionalni televiziji, razlog pa je bilo veliko število velikih dreves, ki so jih morali posekati za načrt. Turizem je za Groenlo velikega pomena, saj več kot 3500 turistov prenočuje lokalno v določenem času.
Groenlo je bil v svoji nasilni zgodovini precej časa pod španskim nadzorom, kar je pustilo sledi. Večina lokalnega prebivalstva je katoliškega prepričanja, izjema (skupaj z Lichtenvoordejem) v pretežno protestantski regiji. Posledica tega je več katoliških tradicij, ki se praznujejo lokalno, kot sta karneval in "proščenje", pa tudi razmeroma veliko število licenčnih ustanov in praznovanj.

## Galerija
- Groenlo, pogled na ulico
- Groenlo, bazilika